# Nocera Umbra
Nocera Umbra ist eine italienische Gemeinde mit 5530 Einwohnern (Stand 31. Dezember 2023) in der Provinz Perugia, in der Region Umbrien, in Mittelitalien. Sie liegt im Naturpark des Monte Subasio. Im Ortsteil Bagnara am Monte Pennino entspringt der Fluss Topino.

## Geografie
Die Gemeinde besteht aus den Ortsteilen Acciano, Africa, Aggi, Bagnara, Bagni, Boschetto, Boschetto Basso, Capannacce, Casa Paoletti, Casaluna, Case, Case Basse, Castiglioni, Castrucciano, Cellerano, Colle, Colle Croce, Colpertana, Colsaino, Gaifana, Isola, La Costa, Lanciano, Largnano, Le Moline, Maccantone, Mascionchie, Molina, Molinaccio, Montecchio, Mosciano, Nocera Scalo, Nocera Umbra Stazione, Pettinara, Ponte Parrano, Schiagni, Sorifa, Villa di Postignano und Ville Santa Lucia.
Die Nachbargemeinden sind Assisi, Fabriano (AN), Fiuminata (MC), Foligno, Gualdo Tadino, Serravalle di Chienti (MC), Valfabbrica und Valtopina.

## Sehenswürdigkeiten
Als Sehenswürdigkeiten gelten der Dom und die ehemalige Kirche San Francesco, in der sich heute die städtische Pinakothek befindet.